# انسان و سمبل‌هایش
انسان و سمبل‌هایش نام کتابی فلسفی از کارل گوستاو یونگ است که به زبان‌های بسیاری ترجمه شده است. یونگ در این کتاب به نقش فرهنگ و اساطیر هر ملت در شخصیت افراد تشکیل‌دهندهٔ آن جامعه می‌پردازد و مفهوم کهن‌الگو را مطرح می‌کند. پس از مرگش این کتاب در سال ۱۹۶۴ به چاپ رسید. این کتاب را نخستین بار ابوطالب صارمی به زبان فارسی ترجمه کرده و انتشارات امیرکبیر منتشر کرده است. فصول آن به این ترتیب است:
1. کندوکاو در ناخودآگاه
2. اساطیر باستانی و انسان امروز
3. فرایند فردیت
4. نمادگرایی در هنرهای تجسمی
5. وجود نماد در درون تجزیه و تحلیل فردی[۱]

## ترجمه به فارسی
- انسان و سمبل‌هایش، ترجمهٔ ابوطالب صارمی، تهران: امیرکبیر، ۱۳۵۲
- به‌سوی شناخت ناخودآگاه انسان و سمبل‌هایش، ترجمهٔ حسن اکبریان‌طبری، تهران: یاسمن، ۱۳۷۶
- انسان و سمبل‌هایش، ترجمهٔ محمود سلطانیه، تهران: جامی، ۱۳۷۷
- انسان و سمبل‌هایش، ترجمهٔ حسن اکبریان‌طبری، تهران: نشر دایره، ۱۳۹۸